# Гандо
Га́ндо — авиабаза, расположенная на восточной оконечности острова Гран-Канария (Канарские острова), находится на территории аэропорта Гран-Канария. 
21 апреля 1997  года отсюда поднялся в воздух самолёт Stargazer, с борта которого был произведён успешный запуск ракеты-носителя «Пегас XL», выведшей на околоземную орбиту два спутника: испанский «Minisat 01» и американский «Celestis 01». Последний принадлежал одноимённой компании (Celestis, Inc.), первому в мире «бюро космических ритуальных услуг». В ходе этого запуска, ставшего первым примером космических похорон, в космос были выведены капсулы с прахом 24-х человек, в том числе Джина Родденберри, Тимоти Лири и Джерарда О’Нилла.